# Reggie Evans
Reginald « Reggie » Jamaal Evans est un joueur américain de basket-ball professionnel. Il est né le 18 mai 1980 à Pensacola aux États-Unis. Il joue au poste de pivot ou d'ailier fort.

## Carrière professionnelle
Non drafté, il est signé comme agent libre par les Supersonics de Seattle en 2002.
Après être passé par plusieurs franchises, il arrive le 3 juillet 2012 dans l'équipe ambitieuse des Nets de Brooklyn en provenance des Clippers de Los Angeles dans le cadre d'un sign and trade qui lui garantit 5 millions de dollars sur trois saisons.
Sa principale qualité est la prise de rebonds, un peu à l'image du célèbre Dennis Rodman. C'est aussi un bon défenseur, qui ne ménage jamais ses efforts.
Le 19 février 2014, il est transféré aux Kings de Sacramento en compagnie de Jason Terry contre Marcus Thornton.
IL est le joueur qui a complété le plus de matches avec 1 point marqué, avec 61 occurrences.